# 10635 Chiragkumar
10635 Chiragkumar este o planetă minoră (asteroid) din centura de asteroizi. A fost descoperită pe 17 august 1998 la Experimental Test Site⁠(d) de Lincoln Near-Earth Asteroid Research. 
Obiectul prezintă o orbită caracterizată de o semiaxă mare de 3,0461334 UAi, o excentricitate de 0,12, o înclinație de 12,35029 ° în raport cu ecliptica.